# 余翠怡
余翠怡，BBS，MH（1984年3月29日—），香港輪椅劍擊運動員。畢業於寶血會嘉靈學校、聖母玫瑰書院和香港中文大學崇基學院地理與資源管理學系。2018年7月獲頒銅紫荊星章。她和梁育榮被譽為「香港殘奧六朝元老」。

## 簡歷
余翠怡11歲時患上骨癌，在接受化療後傷口發炎，因而要切除左腳小腿並裝上義肢。為了在手術後儘快康復過來，她在16歲時加入傷殘人士體育協會，初時練習游泳為主，後因覺得練習擊劍的教練和運動員都很帥，在朋友的鼓勵下開始接觸輪椅擊劍運動。2001年，她首次代表香港參加意大利世界賽即奪得兩面銀牌；同年，又在匈牙利世界盃賽贏得一金一銀。2002年，成為了香港體育學院獎學金運動員。
2004年，余翠怡代表香港參加雅典残奥会，奪得女子個人花劍、個人重劍、團體花劍、重劍金牌，成為首位在同屆殘奧奪得四金的擊劍女運動員。2006年參加在香港舉行的「世界盃輪椅劍擊賽」，又以兩金一銀的佳成績當選為「最佳女劍手」。2008年的北京殘奧會中，她又奪得女子個人花劍金牌及女子個人重劍銀牌。2010年，她代表香港出戰廣州亞殘運會，贏得一金、一銀、一銅的佳績；並在開幕禮擔任港隊持旗手。
2012年，余翠怡再次代表香港出戰倫敦舉行的殘奧會轮椅击剑比赛。在女子個人花劍A級比賽決賽，她從後趕上以15比13力克中國選手伍百麗奪金，連續三屆在殘奧花劍稱后。其後，她在女子個人重劍A級比賽準決賽時又遇上伍百麗，再次以15比11擊敗對手；及至決賽，余翠怡在一路領先下以15比6擊敗匈牙利的卡積耶姬，摘下個人今屆第二面金牌。其後，余翠怡再夥拍陳蕊莊和范珮珊出戰女子團體重劍比賽，首輪以45比26輕鬆擊敗東道主英國，可惜四強戰卻以42比45不敵中國隊；最後，她協助港隊在銅牌戰以45比26輕取波蘭，再添一面銅牌。總結這屆殘奧會，余翠怡共取得2金1銅的佳績，更獲委任在閉幕禮為香港隊擔任持旗手；在個人紀錄方面，她在過去三屆殘奧會累積贏得7金1銀1銅，打破田徑代表「神奇小子」蘇樺偉的記錄，成為個人在殘奧會累積金牌數目最多的香港選手。
2017年10月，余翠怡獲選為國際輪椅劍擊運動員委員會主席。，2018年亦開始挑戰劍擊以外的運動，例如跳傘、跑步等，希望讓其他人明白到人生不只一個可能性，即使是傷殘人士都應該嘗試不同的新事物。而接受訪問時透露年輕時為了讓因扭傷而裂開的骨頭更快康復，因此學習游泳，而一起游泳的一位朋友也有玩劍擊，與她一起試玩後，最後才步上劍擊這條路。

## 演出

### 電台節目
- 2016年至今：香港電台第一台體育節目《十項全能》（前稱《奧運全能》） - 主持之一

## 榮譽
- 香港特區政府嘉獎

行政長官社區服務獎狀（2003年）
榮譽勳章（MH）（2009年）
銅紫荊星章 (2018年）
- 香港傑出運動員選舉

「香港傑出青少年運動員」（2001年、2002年 - 共2次當選）
「香港傑出運動員」（2004年、2010年、2011年、2012年、2013年、2017年、2018年 - 共7次當選）
「香港最具體育精神運動員」（2006年、2008年 - 共2次當選）
「香港最佳運動組合」－ 香港女子輪椅劍擊隊（2004年、2010年、2011年、2012年、2013年、2015年 - 共6次當選）
「ESPN STAR Sports香港青少年運動員獎學金」（2002年）
- 香港十大傑出青年選舉

香港十大傑出青年（2007年）
- 其他

2004國際殘疾人奧委會「最佳新秀運動員」（2005年）
星島新聞集團 第十二屆「傑出領袖獎」（2005年）

## 外部連結
- 余翠怡的Facebook專頁
- 香港電台節目主持基本資料 （页面存档备份，存于）
- 中文大學：余翠怡獲選為二零零五年度傑出領袖領獎時[永久]
- 余翠怡的Instagram帳戶